# 2011年のメジャーリーグベースボール
2011年のメジャーリーグベースボールでは、2011年のメジャーリーグベースボール（MLB）におけ動向をまとめる。
2010年のメジャーリーグベースボール - 2011年のメジャーリーグベースボール - 2012年のメジャーリーグベースボール
レギュラーシーズン開幕は2011年3月31日に始まり、10月28日に閉幕した。2011年のワールドシリーズはセントルイス・カージナルスがテキサス・レンジャーズを4対3で破り、制した。

## できごと

### 1月
- 5日
  - 2011年の野球殿堂入りが発表され、ロベルト・アロマーとバート・ブライレブンを選出[1]
  - ミルウォーキー・ブルワーズは、アトランタ・ブレーブスからFAとなった斎藤隆との1年契約を発表[2]
- 7日
  - シンシナティ・レッズは前サンフランシスコ・ジャイアンツの前年のワールドシリーズのMVPを獲得したエドガー・レンテリアと1年契約で合意した事を発表[3]
  - シカゴ・カブスとシンシナティ・レッズの間で5対3による交換トレードが成立、カブスは前年7月にノーヒット・ノーランを達成したマット・ガーザとマイナー2選手を獲得し、若手の5選手を放出[4]
- 10日
  - ボストン・レッドソックスは、FAとなっていた岡島秀樹について、1年契約で残留することを正式発表した。年俸は1,750,000ドル[5]
- 18日
  - ニューヨーク・ヤンキースはタンパベイ・レイズからFAになっていた、ラファエル・ソリアーノと3年契約で合意[6]
- 21日
  - タンパベイ・レイズはシカゴ・ホワイトソックスからFAのマニー・ラミレスと、デトロイト・タイガースからFAのジョニー・デーモンを獲得[7]
- 23日
  - ロサンゼルス・エンゼルス・オブ・アナハイムのマイク・ナポリとフアン・リベラと、トロント・ブルージェイズのバーノン・ウェルズによる2対1の交換トレードが成立[8]
  - デトロイト・タイガースが前年11月に死去した、元監督のスパーキー・アンダーソンの背番号11を永久欠番にすることを発表[9]
- 24日
  - 元巨人のマーク・クルーンがサンフランシスコ・ジャイアンツとマイナー契約を交わしたと発表[10]
- 25日
  - トロント・ブルージェイズのマイク・ナポリと、テキサス・レンジャースのフランク・フランシスコと金銭でのトレードが成立[11]
- 26日
  - ニューヨーク・ヤンキースが前シカゴ・ホワイトソックスのバートロ・コローンとマイナー契約を締結したことを発表。FOXスポーツ電子版等が報じた[12]

### 2月
- 1日
  - ニューヨーク・ヤンキースがシカゴ・ホワイトソックスからFAとなったフレディ・ガルシアとマイナー契約で合意したことがメディアで伝えられた[13]
- 7日
  - ニューヨーク・ヤンキースは前年までオークランド・アスレチックスに所属していたエリック・チャベスとマイナー契約したことを発表[14]
- 11日
  - サンフランシスコ・ジャイアンツの公式サイトは前年に読売ジャイアンツに在籍したエドガー・ゴンザレスとマイナー契約したことを伝えた[15]
- 13日
  - ボストン・レッドソックスは正田樹とマイナー契約を結んだことを発表[16]
- 18日
  - ボルチモア・オリオールズはテキサス・レンジャースからFAになったウラジーミル・ゲレロとの契約を発表[17]
- 26日
  - MLB機構はジョー・トーリの副会長就任を発表[18]

### 3月
- 1日
  - ボストンレッド・ソックスのオーナーのジョン・ヘンリーはこの日出演したラジオで、2009年11月に地元紙掲載の談話でMLB機構を批判したとして50万ドルの罰金を科せられていたことを公表[19]
- 11日
  - テキサス・レンジャーズは、最高経営責任者(CEO)を務めていたチャック・グリーンバーグが辞任し、球団社長を務めるノーラン・ライアンが兼任CEOに就任することを発表[20]
- 29日
  - ボストン・レッドソックスはマイナー契約の正田樹を解雇したことを広報が明らかにした[21]

### 4月
- 2日 - テキサス・レンジャース対ボストン・レッドソックス戦でレンジャースのイアン・キンズラーがメジャーリーグ史上初の開幕戦からの2試合連続先頭打者本塁打[22]、レッドソックスのデビッド・オルティーズが2ラン本塁打を含む3打点を挙げ、DH史上最多の1004打点[23]
  - シアトル・マリナースのイチローが対オークランド・アスレチックス戦で5打数2安打で、エドガー・マルティネスの球団記録を更新するメジャーリーグ通算2248本[24]
- 13日
  - サンフランシスコ連邦地裁は運動能力向上薬物を故意には使用していないと証言していた元サンフランシスコ・ジャイアンツのバリー・ボンズに対し、司法妨害のみ有罪とする評決を言い渡し、薬物使用が故意であったかについては裁判不成立で審理無効とした[25]
- 20日
  - MLBは球団経営の悪化が懸念されるロサンゼルス・ドジャースを監視下に置くと、コミッショナーのバド・セリグの声明を発表[26]
- 29日
  - MLBはシカゴ・ホワイトソックスのオジー・ギーエンに2試合の出場停止処分を科したことを発表、同月27日の対ニューヨーク・ヤンキース戦で球審に抗議し退場となり、その後試合中には禁じられているツイッターに球審への批判を投稿していたため [27]
  - 今月19日に百貨店で万引きしたとして逮捕された、シンシナティ・レッズのマイク・リークが裁判所から万引きではなかったとして減刑となり、カウンセリングと30時間の社会奉仕活動を行えば犯罪記録から抹消されることとなった。同選手はTシャツを購入した際にサイズが小さかったとして、店員に断らずに交換したため警察に通報されていた[28]
  - アトランタ・ブレーブスのデレク・ロウがアトランタ市内で飲酒運転で逮捕された[29]

### 5月
- 1日
  - MLBはアトランタ・ブレーブスの投手コーチのロジャー・マクダウェルを4月29日から遡って2週間の謹慎処分としたことを発表、29日の対サンフランシスコ・ジャイアンツ戦で観客に対し同性愛者を忌み嫌う発言をしたため[30]
- 3日
  - ミネソタ・ツインズのフランシスコ・リリアーノが対シカゴ・ホワイトソックス戦でノーヒット・ノーランを達成[31]
  - クリーブランド・インディアンスの秋信守が2日の未明に、クリーブランド近郊で飲酒運転で逮捕されたことがメジャーリーグ公式サイトが報じた[32]
- 7日
  - デトロイト・タイガースのジャスティン・バーランダーが対トロント・ブルージェイズ戦で自身は4年ぶり2度目となるノーヒット・ノーランを達成、1与四球後に併殺にして打者27人の準完全試合[33]。
- 9日
  - ボストン・レッドソックスの岡島秀樹が対ミネソタ・ツインズ戦で日米通算700試合登板[34]
- 11日
  - ボストン・レッドソックスのティム・ウェイクフィールドが対トロント・ブルージェイズ戦に7回2死から登板、44歳282日での登板はディーコン・マグワイアの44歳280日を更新する球団最年長記録[35]
- 16日
  - ヒューストン・アストロズの球団オーナーのドレイトン・マクレーンは、球団をヒューストンの実業家を中心とする投資家グループに約6億8000万ドルで売却することで合意[36]
- 18日
  - ボルチモア・オリオールズの上原浩治が対ニューヨーク・ヤンキース戦の10回に5番手で登板し、デレク・ジーターから日米通算1500奪三振[37]
- 19日
  - ボストン・レッドソックスは岡島秀樹に戦力外通告[38]
  - コロラド・ロッキーズのジェイソン・ジアンビが対フィラデルフィア・フィリーズ戦で40歳代ではメジャーリーグ史上4人目の1試合3本塁打、40歳132日での達成は史上2番目の年長記録[39]
- 25日
  - ニューヨーク・ヤンキース対トロント・ブルージェイズ戦でヤンキースのマリアノ・リベラが9回に登板しメジャーリーグ通算1000試合登板を達成、史上15人目で同一球団に在籍での達成は史上初。ブルージェイズのホセ・レイエスが先発し敗戦投手となり、先発して28試合連続未勝利はメジャーリーグタイ記録。この年はここまで0勝4敗で、2008年6月が最後の勝利となっている[40]

### 6月
- 6日
  - ドラフト会議がニュージャージー州セコーカスで始まる。全体1位はピッグバーグ・パイレーツがカリフォルニア大学ロサンゼルス校のゲリット・コール[41]
- 9日
  - オークランド・アスレチックスは成績不振を理由に、監督のボブ・ゲレンを解任し、ボブ・メルビンが監督代行を務めると発表[42]
- 15日
  - ニューヨーク・ヤンキースのマーク・テシェイラが対テキサス・レンジャース戦で1回に右打席で、6回に左打席でともに左越本塁打を放ち、メジャーリーグ史上タイ記録の通算11度目の左右打席本塁打[43]
  - シアトル・マリナーズのイチローが対ロサンゼルス・エンゼルス・オブ・アナハイム戦の1回に三盗を記録し、メジャーリーグ通算400盗塁、7回には二盗を記録し、オリックス時代の199盗塁と合わせて日米600盗塁[44]
- 19日
  - フロリダ・マーリンズの監督のエドウィン・ロドリゲスが成績不振を理由に辞任。ベンチコーチのブランドン・ハイドが監督代行を務める[45]
- 20日
  - MLBコミッショナーのバド・セリグはロサンゼルス・ドジャースとFOXスポーツと交渉中のテレビ放送権について、契約を認めないとの声明を発表した[46]
- 24日
  - シアトル・マリナーズは本拠地セーフコ・フィールドでの対フロリダ・マーリンズ戦をビジターゲームとして行った。ア・リーグの本拠地球場で、ナ・リーグのチームが主催試合をおこなったのはDH制導入の1973年以降では初。試合は5対1でマリナーズが勝利[47]
- 26日
  - デトロイト・タイガースは2010年11月に76歳で死去した元監のスパーキー・アンダーソンの背番号11を永久欠番にすることを決定。この日の対アリゾナ・ダイヤモンドバックス戦の試合前に記念式典が行われた[48]
  - ワシントン・ナショナルズは元読売ジャイアンツなどのデーブ・ジョンソンの監督就任を発表[49]
- 27日
  - 経営悪化によりMLBの監視下にあるロサンゼルス・ドジャースのオーナーのフランク・マッコートがデラウェア州の裁判所に連邦倒産法第11章に基づく再建手続の適用を申請。ドジャースは事実上の経営破綻となった[50]。同日、対ミネソタ・ツインズ戦で球団史上初の先発全員安打、打点、得点で15対0で勝利[51]

### 7月
- 3日
  - オールスターゲームの出場選手が発表。10年連続出場のイチローが不出場など、日本人選手が2000年以来の選出されず[52]。トロント・ブルージェイズのホセ・バティスタがメジャーリーグ史上最多の745万4753票で選出[53]。ミルウォーキー・ブルワーズのライアン・ブラウンナ・リーグ史上最多の592万8004票で選出[54]
- 9日
  - ニューヨーク・ヤンキースのデレク・ジーターが対タンパベイ・レイズ戦（ヤンキースタジアム）で3回裏にソロ本塁打を放ち、史上28人目、球団では初のメジャーリーグ通算3000本安打達成[55]
- 12日
  - オールスターゲームが開催され、5対1でナ・リーグが勝利。MVPはミルウォーキー・ブルワーズのプリンス・フィルダー[56]
  - ミルウォーキー・ブルワーズはニューヨーク・メッツのフランシスコ・ロドリゲスをトレードで獲得したことを発表[57]
- 19日
  - トロント・ブルージェイズは、1991年から5年間同球団に在籍し、今年野球殿堂入りしたロベルト・アロマーの背番号12を球団初の永久欠番とすることを発表、2度のワールドシリーズ制覇に貢献したことによるもの[58]
- 23日
  - ボストン・レッドソックス対シアトル・マリナーズ戦（フェンウェイ・パーク）はレッドソックスが3対1で勝利し、テリー・フランコーナがメジャーリーグ史上57人目の監督で1000勝[59]。敗れたマリナーズは球団ワーストタイ記録の14連敗[60]
- 24日
  - シアトル・マリナーズは対ボストン・レッドソックス戦（フェンウェイ・パーク）に8対12で敗れ、球団ワースト記録を更新する15連敗[61]
- 27日
  - タンパベイ・レイズが対オークランド・アスレチックス戦で29歳のジェームズ・シールズが先発し、メジャーリーグ新記録の705試合連続で30歳未満の投手が先発登板。試合は13対4でアスレチックスが勝利[62]
- 28日
  - ロサンゼルス・エンゼルス・オブ・アナハイムのアービン・サンタナが対クリーブランド・インディアンス戦で無安打に抑えて3対1で勝利投手。失点は失策と暴投によるもので、メジャーリーグでは18年ぶりの失点しながら無安打（ノーヒッター）試合。今季無安打はメジャーリーグでは3試合目[63]
  - シカゴ・カブスは福留孝介がクリーブランド・インディアンスにマイナー2選手との交換トレードで移籍することが発表[64]
- 30日
  - ボルチモア・オリオールズは上原浩治とテキサス・レンジャーズのクリス・デービスとトミー・ハンターの1対2の交換トレードを発表[65]
  - コロラド・ロッキーズのウバルド・ヒメネスがクリーブランド・インディアンスへ4選手とのトレードで移籍[66]
  - ボルチモア・オリオールズのデレク・リーがピッグバーグ・パイレーツへ移籍[66]
  - クリーブランド・インディアンスのオーランド・カブレラがサンフランシスコ・ジャイアンツへ移籍[66]
  - ワシントン・ナショナルズのジェイソン・マーキーがアリゾナ・ダイヤモンドバックスへ移籍[66]
  - ロサンゼルス・ドジャースのラファエル・ファーカルがセントルイス・カージナルスへ移籍[67]
- 31日
  - 昨季ア・リーグ盗塁王のアトランタ・ブレーブスのマイケル・ボーンがアトランタ・ブレーブスへ移籍[68]
  - サンディエゴ・パドレスのマイク・アダムズがテキサス・レンジャースへ移籍[68]
  - シアトル・マリナーズのエリック・ベダードがボストン・レッドソックスへ移籍[68]

### 8月
- 11日
  - セントルイス・カージナルスはテキサス・レンジャースから戦力外となっていたアーサー・ローズを獲得することを、アメリカの複数のメディアが伝えた[69]
- 15日
  - ミネソタ・ツインズのジム・トーミが対デトロイト・タイガース戦（デトロイト）で6回の2ラン本塁打に続いて7回にこの日2本目の3ラン本塁打を放ち、メジャーリーグ史上8人目の通算600本塁打。40歳353日での達成は史上最年長になるが、8137打数目での達成は史上2番目のスピード記録[70]
- 16日
  - シアトル・マリナーズのイチローが対トロント・ブルージェイズ戦（シアトル）で日米通算1万1973打席として、野村克也の日本プロ野球記録を上回った[71]
- 19日
  - シカゴ・カブスはGMのジム・ヘンドリーを成績不振で解雇したことを発表[72]
- 25日
  - ニューヨーク・ヤンキースは対オークランド・アスレチックス戦（ヤンキースタジアム）でメジャーリーグ新記録の1試合3満塁本塁打などで22対9で勝利[73]
  - クリーブランド・インディアンスはミネソタ・ツインズから今月15日に通算600本塁打を記録したジム・トーミをトレードで獲得したことを発表。トーミは2002年までインディアンスに在籍で9年ぶりの復帰[74]
- 28日
  - ニューヨーク・ヤンキースのデレク・ジーターが対ボルチモア・オリオールス戦に出場し、球団最多出場記録の2402試合出場[75]
- 31日
  - アトランタ・ブレーブスのクレイグ・キンブレルが対ワシントン・ナショナルズ戦（アトランタ）で9から登板し1イニングを抑え、メジャーリーグの新人史上最多のシーズン41セーブ[76]

### 9月
- 2日
  - ボストン・レッドソックスは対テキサス・レンジャース戦で本拠地球場での完売の連続試合記録をメジャーリーグ史上初の700試合とした[77]
- 3日
  - ミルウォーキー・ブルワーズのジョージ・コッタラスが対ヒューストン・アストロズ戦（ヒューストン）でサイクル安打を達成[78]
  - ワシントン・ナショナルズのトム・ミローンがメジャーリーグ初登板の対ニューヨーク・メッツ戦（ワシントン）での初打席で初球を本塁打、投手の初打席初球本塁打は史上8人目。なお試合は8対7でナショナルズが勝利するものの、ミローンは5回途中で降板で勝利投手とならず[79]
- 8日
  - シアトル・マリナーズのイチローが対カンザスシティ・ロイヤルズ戦（シアトル）で日米通算44本目（NPB7、MLB36）の初回先頭打者本塁打で、日本プロ野球記録の福本豊の43本を上回った。メジャーリーグ史上では単独6位[80]
- 12日
  - 今季途中に現役引退のマニー・ラミレスが妻への暴行の容疑で逮捕、ラミレスは容疑を否認[81]
- 13日
  - ニューヨーク・ヤンキースのマリアノ・リベラが対シアトル・マリナーズ戦（セーフコ・フィールド）でメジャーリーグ史上2人目の通算600セーブ[82]。
  - ボストン・レッドソックスのティム・ウェイクフィールドが対トロント・ブルージェイズ戦（ボストン）でメジャーリーグ通算200勝[83]
- 14日
  - MLBは来季の公式戦日程を発表、本拠地をフロリダからマイアミに移し、本拠地と名称をフロリダから「マイアミ・マーリンズ」と変更するマーリンズと対セントルイス・カージナルス戦の4月4日のマイアミの新球場での1試合が開幕戦となる[84]
  - フィラデルフィア・フィリーズが対ヒューストン・アストロズ戦に1対0で勝利し、今季初のプレーオフ進出チームとなった。残り試合に全敗でもワイルドカードに進出できるため[85]
- 16日
  - デトロイト・タイガースが対オークランド・アスレチックス戦（オークランド）に3対1で勝利し、ア・リーグ中地区優勝達成。タイガースの地区優勝は東西制の1987年以来24年ぶりで、4度目。今季両リーグ1番乗りの地区優勝[86]
- 17日
  - ニューヨーク・ヤンキースのマリアノ・リベラが対トロント・ブルージェイズ戦（ロジャース・センター）でメジャーリーグタイ記録の通算601セーブ[87]
  - フィラデルフィア・フィリーズが対セントルイス・カージナルス戦に9対2で勝利し、5年連続ナ・リーグ東地区優勝達成[88]
- 19日
  - ニューヨーク・ヤンキースのマリアノ・リベラが対ミネスト・ツインズ戦（ヤンキー・スタジアム）で9回から登板し三者凡退でセーブを記録し、メジャーリーグ新記録の通算602セーブ[89]
- 20日
  - 4月に現役引退を表明していた、マニー・ラミレスがドミニカのウィンターリーグで現役復帰の意向を示した[90]
- 21日
  - ボストン・アスレチックスは今季6月から監督代行をつとめるボブ・メルビンの来季からの監督就任を発表、3年契約[91]
  - ニューヨーク・ヤンキースが、対タンパベイ・レイズ戦ダブルヘッダーに連勝し、2位のボストン・レッドソックスが敗れたため、2年ぶりにア・リーグ東地区優勝達成[92]
- 23日
  - テキサス・レンジャーズが対シアトル・マリナーズ戦（アーリントン）に勝利し、2位のロサンゼルス・エンゼルス・オブ・アナハイムが敗れたため、レンジャースが2年連続ア・リーグ西地区優勝達成[93]
  - アリゾナ・ダイヤモンドバックスが対サンフランシスコ・ジャイアンツ戦に3対1で勝利し、4年ぶりにナ・リーグ西地区優勝達成[94]
  - ミルウォーキー・ブルワーズが対フロリダ・マーリンズ戦に4対1で勝利し、2位のセントルイス・カージナルスが敗れたため、ナ・リーグ中地区優勝達成。ブルワーズの地区優勝は29年ぶり4度目[95]
  - マイアミ・マーリンズのドミニカ出身の抑え投手で、今季36セーブを挙げているレオ・ヌネスが偽名を使った別人だったことがアメリカの複数のメディアが報じた。本名は「ホアンカルロス・オビエド」で年齢も実際より1歳上、「レオ・ヌネス」はオビエドの幼馴染で身分証明を借用し使ったとされる。ヌネスは22日にドミニカに帰国している[96]
- 24日
  - ヒューストン・アストロズ対コロラド・ロッキーズ戦が1876年4月22日の初試合以来、メジャーリーグ史上20万試合目となった（ポストシーズン除く）[97]
- 26日
  - シカゴ・ホワイトソックスは監督のオジー・ギーエンとの契約を解除したことを発表、本人の希望によるもの。残り2試合はベンチコーチのジョーイ・コーラが指揮を執る[98]
- 27日
  - アリゾナ・ダイヤモンドバックスが対ロサンゼルス・ドジャース戦で、2対2で迎えた延長10回表に5点を取られ、その裏2死走者無しの状況から満塁として押し出しで1点を返し、ライアン・ロバーツの逆転サヨナラ満塁本塁打で7対6で勝利した[99]
- 28日
  - メジャーリーグのワイルドカード争いはア・リーグはタンパベイ・レイズが、ナ・リーグはセントルイス・カージナルスがそれぞれ決定しプレーオフ進出決定[100]
  - メジャーリーグの2011年レギュラーシーズン全日程が終了。投手部門で、ア・リーグはデトロイト・タイガースのジャスティン・バーランダーが、ナ・リーグはロサンゼルス・ドジャースのクレイトン・カーショウがそれぞれ三冠（最優秀防御率、最多勝、奪三振）を獲得[101]
  - MLB機構はシアトル・マリナーズとオークランド・アスレチックスの来季開幕戦を3月28日と29日に日本の東京ドームで行うことを正式発表。日本でのメジャーリーグ公式戦開催は4度目[102]
  - 来季より本拠地をマイアミに移すマーリンズの新監督に、今月26日までシカゴ・ホワイトソックスの監督をつとめたオジー・ギーエンの就任を発表[103]
- 30日
  - オークランド・アスレチックスは監督のテリー・フランコーナの退任を発表[104]
  - ア・リーグの地区シリーズ、ニューヨーク・ヤンキースとロサンゼルス・ドジャースの第1戦は1対1で迎えた2回表終了時に降雨サスペンデッドとなり、10月1日に2回裏から再開することになった[105]

### 10月
- 1日
  - 前日、降雨サスペンデッドとなったア・リーグ地区シリーズのニューヨーク・ヤンキースとロサンゼルス・ドジャースの第1戦の続きが行われ、9対3でヤンキースが先勝した[106]
- 4日
  - ア・リーグの地区シリーズで西地区1位のテキサス・レンジャースがワイルドカードのタンパベイ・レイズに4対3で勝利し、3勝1敗で2年連続でリーグ優勝決定シリーズ進出が決定[107]
- 6日
  - 年間最優秀救援投手にデトロイト・タイガースのホセ・バルベルデが選出、今季75試合登板で2勝4敗49セーブ[108]
  - ア・リーグの地区シリーズ第5戦で、中地区1位のデトロイト・タイガースが東地区1位のニューヨーク・ヤンキースに3対2で勝利し、3勝2敗で5年ぶりにリーグ優勝決定シリーズ進出が決定[109]
  - シカゴ・ホワイトソックスは新監督にロビン・ベンチュラの就任を発表[110]
- 7日
  - ナ・リーグの地区シリーズは、中地区1位のミルウォーキー・ブルワーズが西地区1位のアリゾナ・ダイヤモンドバックスに第5戦で延長10回に3対2でサヨナラ勝利し、3勝2敗でナ・リーグ中地区に編入以降では初のリーグ優勝決定シリーズ進出が決定[111]。またワイルド・カードのセントルイス・カージナルスが東地区1位のフィラデルフィア・フィリーズに第5戦で1対0で勝利し、3勝2敗でリーグ優勝決定シリーズ進出が決定[112]
- 10日
  - ア・リーグのリーグ優勝決定シリーズ第2戦（アーリントン）で、テキサス・レンジャースが延長11回の無死満塁からネルソン・クルーズがポストシーズン初の逆転サヨナラ満塁本塁打で7対3でデトロイト・タイガースに勝利した[113]
- 13日
  - カムバック賞が発表され、ナ・リーグはセントルイス・カージナルスのランス・バークマン、ア・リーグはボストン・レッドソックスのジャコビー・エルズベリーがそれぞれ選出[114]
- 15日
  - ア・リーグのリーグ優勝決定シリーズは、西地区優勝のテキサス・レンジャースが中地区優勝のデトロイト・タイガースに15対5で勝利し、2年連続2度目のリーグ優勝とワールドシリーズ出場が決定[115]。シリーズMVPはレンジャースのネルソン・クルーズが選出された。クルーズはこのシリーズでポストシーズン新記録の6本塁打13打点[116]
- 16日
  - ナ・リーグのリーグ優勝決定シリーズは、ワイルドカードのセントルイス・カージナルスが中地区優勝のミルウォーキー・ブルワーズに12対6で勝利し、5年ぶり18度の優勝でワールドシリーズ進出決定[117]
- 20日
  - 2011年のロベルト・クレメンテ賞にボストン・レッドソックスのデービッド・オルティスが選出[118]
- 22日
  - ワールドシリーズ第3戦（レンジャーズ・ボールパーク）はセントルイス・カージナルスのアルバート・プホルスの3打席連続による、ワールドシリーズ史上3人目の1試合3本塁打などでテキサス・レンジャースに16対7で勝利し、2勝1敗とした。ナ・リーグ選手による1試合3本塁打は史上初。1試合14塁打はワールドシリーズ新記録。1試合5安打と6打点は同タイ記録。同一ポストシーズンでの4安打以上を3試合は史上初[119][120]
- 24日
  - ハンク・アーロン賞に、ア・リーグはトロント・ブルージェイズのホセ・バティスタ、ナ・リーグはロサンゼルス・ドジャースのマット・ケンプを選出[121]
- 28日
  - ワールドシリーズの第7戦（ブッシュ・スタジアム）が行われ、セントルイス・カージナルスがロサンゼルス・ドジャースに6対2で勝利し、4勝3敗で5年ぶり11度目の優勝達成[122]。MVPはポストシーズン新記録の通算21打点のデビッド・フリースが受賞[123]
- 31日
  - ワールドシリーズ優勝のセントルイス・カージナルスの監督のトニー・ラルーサが引退を表明[124]

### 11月
- 1日
  - 両リーグのゴールドグラブ賞が発表[125]
  - MLBとロサンゼルス・ドジャースはドジャースの球団売却を連名で発表[126]
- 2日
  - 両リーグのシルバースラッガー賞が発表[127]
  - シカゴ・カブスは監督のマイク・クワーディ（英語版）の解任を発表[128]
- 4日
  - 今季8月にミネソタ・ツインズからクリーブランド・インディアンスに移籍し、FAのジム・トーミがフィラデルフィア・フィリーズと1年契約125万ドルで合意[129]
- 6日
  - MLB選抜が台湾で親善試合の最終戦を行い、台湾代表に6対4で勝利し5連勝とした[130]
- 7日
  - カンザスシティ・ロイヤルズのメルキー・カブレラと、サンフランシスコ・ジャイアンツのジョナサン・サンチェスとマイナー投手の交換トレードが成立がジャイアンツから発表[131]
- 8日
  - シアトル・マリナーズはNPBのヤクルトスワローズ、読売ジャイアンツでもプレーしたジャック・ハウエルのマイナーチームのコーチ就任を発表。今季はフロリダ・マーリンズのマイナーチームでコーチをしていた[132]
- 9日
  - ワシントン・ナショナルズのウィルソン・ラモスが母国ベネズエラでのウインターリーグに参加中にカラカスの自宅近くで武装グループに拉致、誘拐された[133]
- 11日
  - ロサンゼルス・ドジャースからFAのジェイミー・キャロルがミネソタ・ツインズと2年総額700万ドルで契約合意[134]
  - ワシントン・ナショナルズのウィルソン・ラモスのベネズエラでの誘拐事件は、この日警察によってラモスが救出され、犯人は逮捕された[135]
- 14日
  - ボストン・レッドソックスからFAのジョナサン・パペルボンがフィラデルフィア・フィリーズと4年総額5000万ドルで契約合意[136]
- 15日
  - ア・リーグのサイ・ヤング賞はデトロイト・タイガースのジャスティン・バーランダーが初受賞。満票での選出はア・リーグでは5年ぶり3度目[137]
- 16日
  - ロサンゼルス・ドジャースからFAのジェイミー・キャロルがミネソタ・ツインズと2年総額675万ドルで契約合意[138]
  - 最優秀監督賞にア・リーグはアリゾナ・ダイヤモンドバックスのカーク・ギブソンが初受賞、ナ・リーグはジョー・マドンが二度目の受賞。マドンは1988年のア・リーグMVP選手で、両方を獲得したのは史上4人目[139]
- 17日
  - ナ・リーグのサイ・ヤング賞はロサンゼルス・ドジャースのクレイトン・カーショウが初受賞[140]
  - シカゴ・カブスは新監督に今季ミルウォーキー・ブルワーズの打撃コーチをつとめたデール・スウェイムの就任を発表[141]
  - オーナー会議でナ・リーグ中地区のヒューストン・アストロズを2013年度よりア・リーグ西地区に移すことを決定。これで両リーグともに15球団制となり、これに伴い奇数同士となるため、各日1試合は交流戦が組まれることになった。またアストロズの投資家グループへの球団売却を承認、売却額は6億1500万ドル[142]
- 20日
  - フィラデルフィア・フィリーズはコロラド・ロッキーズからタイ・ウィギントンをトレードで獲得したことを発表[143]
- 21日
  - シアトル・マリナーズのグレッグ・ハルマンがオランダのロッテルダムで刺殺されたことが地元警察が発表、容疑者としてハルマンの弟が逮捕[144]
  - ミネソタ・ツインズからFAのジョー・ネイサンがテキサス・レンジャースと2年総額1450万ドルで契約合意したことを、MLB公式サイトなどが伝えた[145]
  - ア・リーグのMVPはデトロイト・タイガースのジャスティン・バーランダーが受賞。今季のサイ・ヤング賞を受賞しており、両方の受賞は19年ぶり、先発投手では25年ぶり[146]
- 22日
  - ナ・リーグのMVPはミルウォーキー・ブルワーズのライアン・ブラウンが初受賞、2007年に新人王を獲得しており、両方の受賞は史上13人目[147]
- 26日
  - ボストン・アスレチックスは打撃コーチにチリ・デービスの就任を発表[148]
- 30日
  - ボストン・レッドソックスは新監督にボビー・バレンタインが就任したことを発表[149]

### 12月
- 12月1日
  - ボストン・レッドソックスの新監督に就任したボビー・バレンタインが、就任会見を行った[150]
- 2日
  - ニューヨーク・メッツからFAのクリス・カプアーノがロサンゼルス・ドジャースと2年契約総額1000万ドルで契約したことを、ドジャースが発表[151]
- 4日
  - ニューヨーク・メッツからFAのホセ・レイエスがフロリダ（翌年よりマイアミ）・マーリンズと6年総額1億600万ドルで契約合意したことをアメリカの複数のメディアが伝えた[152]
  - MLB機構は4月に薬物規定違反の判明で現役引退した、マニー・ラミレスが現役復帰申請の手続きを行ったことを発表。復帰した場合は50試合の出場停止処分が科せられる[153]
- 5日
  - 野球殿堂は元シカゴ・カブスの名三塁手で、昨年死去したロン・サントの殿堂入りを発表[154]
- 6日
  - ニューヨーク・メッツは、トロント・ブルージェイズからFAのフランク・フランシスコとジョン・ラウシュ、サンフランシスコ・ジャイアンツから交換トレードでラモン・ラミレスをそれぞれ獲得。ブルージェイズはシカゴ・ホワイトソックスのセルジオ・サントスを交換トレードで獲得[155]
- 7日
  - NPB埼玉西武ライオンズからポスティングシステムでのMLB移籍を目指していた、中島裕之の独占交渉権をニューヨーク・ヤンキースが獲得したことをMLB機構が発表[156]
  - 最優秀指名打者賞にデビッド・オルティーズが史上最多の通算6度目の選出[157]
  - シカゴ・ホワイトソックスからFAのマーク・バーリーがフロリダ（来季からマイアミ）・マーリンズと4年総額5800万ドルで契約合意。ピッグバーグ・パイレーツはボストン・レッドソックスのエリック・ベダードを獲得[158]
  - 横浜DeNAベイスターズからポスティングシステムでのMLB移籍を目指していた真田裕貴の入札申請が締め切られ、入札球団がなかったことが判明。日本人選手で入札がなかったのは史上4人目（5度目）[159]
- 8日
  - セントルイス・カージナルスからFAのアルバート・プホルスがロサンゼルス・エンゼルス・オブ・アナハイムと10年契約で合意したことをAP通信が伝えた[160]
- 12日
  - ミルウォーキー・ブルワーズからFAの斎藤隆がアリゾナ・ダイヤモンドバックスと1年契約で合意[161]
- 14日
  - NPB福岡ソフトバンクホークスからFAの和田毅がMLBボルチモア・オリオールズと2年契約を結んだことをオリオールズが発表[162]
  - ピッグバーグ・パイレーツは今季ニューヨーク・メッツに所属した五十嵐亮太とマイナー契約[163]
- 16日
  - ミネソタ・ツインズからFAのマイケル・カダイアーが3年3150万ドルで契約合意したことをアメリカの複数のメディアが伝えた[164]
- 17日
  - サンディエゴ・パドレスのマット・レイトスと、シンシナティ・レッズのエディンソン・ボルケスら4選手との交換トレードが成立[165]
- 12月18日（日本時間）
  - NPB東京ヤクルトスワローズからポスティングシステムでのMLB移籍を目指していた青木宣親の入札球団が、ミルウォーキー・ブルワーズであることが、ヤクルトの球団公式サイトで明らかになった[166]
- 19日
  - MLB機構はNPB北海道日本ハムファイターズからポスティングシステムでのMLB移籍を目指していたダルビッシュ有の独占交渉権をテキサス・レンジャースが獲得したことを発表[167]
- 22日
  - サンフランシスコ・ジャイアンツからFAのカルロス・ベルトランがセントルイス・カージナルスと2年総額2600万ドルで契約合意したことを複数のアメリカメディアが報じた[168]
  - オークランド・アスレチックスのジオ・ゴンザレスとワシントン・ナショナルズのブラッド・ピーコックら4選手との交換トレードが成立したことを複数のアメリカメディアが報じた[169]
  - MLBの今季の年俸総額が発表され、合計は29億9955万7280ドル、1位はニューヨーク・ヤンキースの2億1604万4956ドル。課徴金（ぜいたく税）をおさめるのはヤンキースとボストン・レッドソックスの2球団で、ヤンキースは制度が始まってから9年連続[170]
- 28日
  - ニューヨーク・ヤンキースは今季ボストン・レッドソックスでプレーした岡島秀樹とマイナー契約したことを発表[171]

### 監督人事

#### シーズン開幕までの変更
| チーム | 新任監督               | 前任監督                 | 前職                                                  |
| ------ | ---------------------- | ------------------------ | ----------------------------------------------------- |
| ATL    | フレディ・ゴンザレス   | ボビー・コックス         | 前年途中までFLA監督                                   |
| LAD    | ドン・マッティングリー | ジョー・トーリ           | 前年までLAD打撃コーチ                                 |
| TOR    | ジョン・ファレル       | シト・ガストン           | 前年までBOS投手コーチ                                 |
| MIL    | ロン・レニキー         | ケン・モッカ             | 前年までLAAベンチコーチ                               |
| NYM    | テリー・コリンズ       | ジェリー・マニエル       | 前年までNYMマイナーリーグ・フィールドコーディネーター |
| PIT    | クリント・ハードル     | ジョン・ラッセル         | 前年までTEX打撃コーチ                                 |
| SEA    | エリック・ウェッジ     | ダレン・ブラウン（代行） | 2009年までCLE監督                                     |

#### シーズン中の変更
| 日付    | チーム | 新任監督                     | 前任監督                     | 前職                    |
| ------- | ------ | ---------------------------- | ---------------------------- | ----------------------- |
| 6月09日 | OAK    | ボブ・メルビン               | ボブ・ゲレン                 | 2009年途中までARI監督   |
| 6月19日 | FLA    | ジャック・マキーオン（代行） | エドウィン・ロドリゲス       | 2005年までFLA監督       |
| 6月23日 | WSH    | ジョン・マクラーレン（代行） | ジム・リグルマン             | WSHベンチコーチ         |
| 6月26日 | WSH    | デーブ・ジョンソン           | ジョン・マクラーレン（代行） | 2009年にWBC米国代表監督 |
| 9月26日 | CWS    | ドン・クーパー（代行）       | オジー・ギーエン             | CWS投手コーチ           |

### 主な打者の記録
- 4月2日、ボストン・レッドソックスのデビッド・オルティーズがテキサス・レンジャーズ戦で指名打者での通算1004打点目を挙げ、エドガー・マルチネスの保持していたMLB指名打者打点記録（1003打点）を更新[172]。
- 4月3日、テキサス・レンジャーズのイアン・キンズラーがボストン・レッドソックス戦で前日に続いて連続の先頭打者本塁打を放ち、MLB史上初の開幕から2戦連続での先頭打者本塁打となった[173]。
- 4月3日、オークランド・アスレチックスの松井秀喜が対シアトル・マリナーズ戦でNPB/MLB通算2500安打（NPB1390、MLB1110）[174]。
- 4月4日、テキサス・レンジャーズのネルソン・クルーズがシアトル・マリナーズ戦において、史上3人目となる開幕からの4戦連続本塁打を達成[175]。
- 4月14日、タンパベイ・レイズのジョニー・デイモンがミネソタ・ツインズ戦においてサヨナラ本塁打を放ち、5つのチームでサヨナラ本塁打を放った史上初の選手となった[176]。
- 5月1日、オークランド・アスレチックスの松井秀喜が対テキサス・レンジャース戦で3回に二塁打を放った後に本塁に生還し、日米通算1500得点（NPB901、MLB599）[177]。
- 5月14日、ヒューストン・アストロズのカルロス・リーがニューヨーク・メッツ戦において史上261人目となる2000本安打を達成[178]。
- 5月25日、フィラデルフィア・フィリーズのウィルソン・バルデスがシンシナティ・レッズ戦の延長19回に登板、勝利投手となり、2000年のブレント・メイン以来の野手登録選手の勝利投手となった[179]。
- 6月12日、サンフランシスコ・ジャイアンツのオーランド・カブレラがニューヨーク・ヤンキース戦で通算2000安打、史上262人目[180]。
- 7月4日、シンシナティ・レッズのスコット・ローレンがセントルイス・カージナルス戦にで史上263人目となる通算2000安打、史上263人目。
- 7月9日、ニューヨーク・ヤンキースのデレク・ジーターがタンパベイ・レイズ戦で通算3000安打、史上28人目[181]。
- 7月20日、オークランド・アスレチックスの松井秀喜が対デトロイト・タイガース戦（コメリカ・パーク）でNPB/MLB通算500号本塁打（NPB332、MLB168）[182]
- 7月27日、フロリダ・マーリンズのマイク・キャメロンがワシントン・ナショナルズ戦において2本塁打を放ち、史上初の8つのチームで1試合2本塁打を放った選手となった[183]。
- 7月29日、セントルイス・カージナルスのアルバート・プホルスがシカゴ・カブス戦で通算2000安打、史上264人目[184]。
- 8月2日、ニューヨーク・ヤンキースのマーク・テシェイラがシカゴ・ホワイトソックス戦で通算12度目となる左右両打席本塁打を記録し、エディー・マレー及びチリ・デービスと共に保持していたMLB記録の11度を更新した[185]。
- 8月7日、テキサス・レンジャーズのマイケル・ヤングがクリーブランド・インディアンス戦で通算2000安打、史上265人目[186]。
- 8月23日、シカゴ・ホワイトソックスのポール・コネルコがロサンゼルス・エンゼルス戦で通算2000安打、史上266人目[187]。
- 8月26日、ロサンゼルス・ドジャースのマット・ケンプがコロラド・ロッキーズ戦で本塁打を記録し30-30達成、史上55人目[188]。
- 8月29日、オークランド・アスレチックスの松井秀喜が対クリーブランド・インディアンス戦の6回に二塁打を放ち、日米通算488二塁打として、立浪和義の日本プロ野球記録を上回った[189]
- 9月4日、テキサス・レンジャーズのエイドリアン・ベルトレがボストン・レッドソックス戦で通算2000安打、通算267人目[190]。
- 9月8日、シカゴ・ホワイトソックスのフアン・ピエールがクリーブランド・インディアンス戦で通算2000安打、史上268人目[191]。
- 9月16日、ミルウォーキー・ブルワーズのライアン・ブラウンがシンシナティ・レッズ戦で本塁打を記録し、30-30達成、史上56人目[192]。
- 9月20日、シンシナティ・レッズのドリュー・スタッブスがヒューストン・アストロズ戦で史上2人目のシーズン200三振を記録[193]。
- 9月23日、シカゴ・カブスのスターリン・カストロがセントルイス・カージナルス戦で史上6番目の若さでシーズン200本安打を達成[194]。
- 9月25日、ボストン・レッドソックスのジャコビー・エルズベリーがニューヨーク・ヤンキース戦で本塁打を記録し、30-30達成、史上57人目[195]。
- 9月27日、テキサス・レンジャーズのイアン・キンズラーがロサンゼルス・エンゼルス戦でシーズン30盗塁目を記録したことで自身2009年以来の30-30達成、史上12人目の通算2度の30-30達成者となった[196]。
- 9月28日、タンパベイ・レイズのエバン・ロンゴリアがシーズン最終戦であるニューヨーク・ヤンキース戦で史上6人目のポストシーズン出場決定サヨナラ本塁打を放った[197]。最終戦に限ればボビー・トムソン以来史上2人目。
- 9月28日、ロサンゼルス・ドジャースのエウヘニオ・ベレス（英語版）がアリゾナ・ダイヤモンドバックス戦で代打出場、凡退し、前年から46打数連続無安打となり、ビル・バーゲンら3選手の保持していた野手としての連続無安打打数MLB記録の45打数を更新[198]。同時に、シーズン成績が37打数無安打となり、ハル・フィネイ（英語版）の記録したシーズン35打数無安打のMLB記録も更新された。
- 10月10日、テキサス・レンジャーズのネルソン・クルーズ（TEX）がリーグチャンピオンシップシリーズのデトロイト・タイガース戦においてポストシーズン史上初の満塁サヨナラ本塁打を放った[199]。また、ALCSにおける6本塁打と13打点はALCS新記録であった。

### 主な投手の記録
- 5月3日、ミネソタ・ツインズのフランシスコ・リリアーノがシカゴ・ホワイトソックス戦でノーヒット・ノーラン達成、史上270度目[200]。
- 5月7日、デトロイト・タイガースのジャスティン・バーランダーがトロント・ブルージェイズ戦でノーヒット・ノーラン、史上271度目[201]。バーランダーは自身2度目の達成で、複数回の達成は史上30人目。
- 5月25日、トロント・ブルージェイズのジョジョ・レイエスがニューヨーク・ヤンキース戦に先発、負け投手となり、クリフ・カーティス（英語版）、マット・キーオの保持する勝利のつかない連続先発MLB記録、28に並んだ[202]。レイエスは5月30日に先発登板、勝利し、記録の更新はされなかった。
- 5月25日、ニューヨーク・ヤンキースのマリアノ・リベラがトロント・ブルージェイズ戦に登板し、史上初の同一球団での1000登板を達成[203]。
- 6月1日、シンシナティ・レッズのフランシスコ・コルデロがMIL戦で史上22人目となる通算300セーブを達成。
- 7月27日、ロサンゼルス・エンゼルス・オブ・アナハイムのアービン・サンタナがクリーブランド・インディアンス戦でノーヒットノーラン、史上272度目[204]。この試合では失点1を記録した。
- 8月11日、ニューヨーク・ヤンキースのマリアノ・リベラがロサンゼルス・エンゼルス・オブ・アナハイム戦で通算14度目のシーズン30セーブを達成し、トレバー・ホフマンの保持するMLB記録に並んだ[205]。
- 8月15日、ニューヨーク・メッツのジェイソン・イズリングハウゼンがサンディエゴ・パドレス戦で通算300セーブ、史上23人目[206]。
- 8月31日、アトランタ・ブレーブスのクレイグ・キンブレルがワシントン・ナショナルズ戦でMLB新人セーブ記録となるシーズン41セーブを達成[207]。最終的に46セーブを挙げた。
- 9月10日、テキサス・レンジャーズの建山義紀がオークランド・アスレチックス戦に登板、同3日ボストン・レッドソックス戦での登板に続いて2者連続満塁本塁打を浴び、これを許した史上2人目の投手となった[208]。
- 9月13日、ニューヨーク・ヤンキースのマリアノ・リベラがシアトル・マリナーズ戦で通算600セーブ、史上2人目[209]。
- 9月19日、ニューヨーク・ヤンキースのマリアノ・リベラがミネソタ・ツインズ戦でMLB新記録となる通算602セーブを達成[210]。

### その他の記録
- 5月8日、ロサンゼルス・エンゼルスのマイク・ソーシア監督がクリーブランド・インディアンス戦で史上56人目の監督通算1000勝、エンゼルスでは史上23人目でを1857試合目での達成だった[211]。
- 6月10日、セントルイス・カージナルスのトニー・ラルーサ監督がミルウォーキー・ブルワーズ戦において、コニー・マック（7755試合）に次ぐ史上2人目の監督通算5000試合での采配を達成[212]。
- 6月24日、タンパベイ・レイズ対ヒューストン・アストロズ戦において、HOUからワンディ・ロドリゲス、フェルナンド・ロドリゲス、アニュリー・ロドリゲス（英語版）ら3投手が登板。1試合で同姓の3投手を登板させた史上初めての球団となった[213]。
- 7月15日、アトランタ・ブレーブスがワシントン・ナショナルズ戦に勝利し、史上5球団目の通算10,000勝（前身球団含む）を達成[214]。球団初勝利は1876年4月22日、フィラデルフィア・アスレチックス戦。また、7月30日のFLA戦では史上2球団目の通算10,000敗も達成した[215]。
- 7月23日、ボストン・レッドソックスのテリー・フランコーナ監督がシアトル・マリナーズ戦に勝利し、監督通算1000勝、史上57人目[216]。
- 7月27日、タンパベイ・レイズのジェームズ・シールズが、オークランド・アスレチックス戦に先発登板。TBはこれで705試合連続で30歳未満の投手が先発し、1913年から1917年にかけてワシントン・セネタースが達成したMLB記録の704試合を更新した。この日までにおいて、最後にTBから30歳以上の投手が先発したのは、2007年5月24日の徐在応であり、この日は徐の30歳の誕生日であった[217]。
- 8月13日、ニューヨーク・ヤンキースのCC・サバシアがタンパベイ・レイズ戦において5被本塁打を記録した一方、シカゴ・カブスのカルロス・ザンブラーノもアトランタ・ブレーブス戦において5被本塁打を記録。同日に2投手が5被本塁打を記録したのは、1996年9月21日のジェフ・ダミーコ（英語版）（MIL）とデーブ・テルグヘッダー（英語版）（オークランド・アスレチックス）以来、史上2度目のことであった[218]。また、5被本塁打を記録したのは、各々の球団史上、サバシアが6人目、ザンブラーノが4人目だった。
- 8月25日、オークランド・アスレチックス対ニューヨーク・ヤンキース戦において、NYYのロビンソン・カノ、ラッセル・マーティン、カーティス・グランダーソンの3選手がそれぞれ満塁本塁打を放ち、NYYは1試合に3満塁本塁打を放った史上初の球団となった[219]。
- 9月14日、PITがSTLに敗れシーズン負け越しが決定、PITは19シーズン連続負け越しとなり、MLBの連続負け越しシーズン記録を更新した[220]。
- 9月21日、カンザスシティ・ロイヤルズのビリー・バトラーがデトロイト・タイガース戦で二塁打を放ち、シーズン40二塁打を達成。これにより、球団内で40二塁打を達成した選手がアレックス・ゴードン、ジェフ・フランコーア、メルキー・カブレラに次いで4人目となり、KCは2006年のテキサス・レンジャーズ、1932年のフィラデルフィア・フィリーズ、1929年のデトロイト・タイガースに続いて史上4球団目の4選手40二塁打を達成した[221]。また、バトラーを除く3選手は外野手であり、3外野手が40二塁打を達成したのは史上初であった。
- 9月24日、コロラド・ロッキーズ対ヒューストン・アストロズ戦がMLB史上通算200,000試合目の試合となった。結果は延長戦の末COLが勝利した[222]。

### その他のできごと
- 本拠地移転のため、この年がFLAとして最後のシーズンとなった。
- HOUオーナーのドレイトン・マクレーンは前年末から球団売却の意思を表明しており、11月17日、ジム・クレーンを代表とするヒューストンの投資家グループへの6億1000万ドルでの売却合意、及びMLB機構の正式承認が発表された[223]。これに合わせて、球団の2013年度からのア・リーグ西地区への移籍について、新オーナーとの合意も発表された。

## 試合結果

### レギュラーシーズン
| 順     | チーム                                     | 勝利   | 敗戦   | 勝率   | G差    |
| 東地区 | 東地区                                     | 東地区 | 東地区 | 東地区 | 東地区 |
| ------ | ------------------------------------------ | ------ | ------ | ------ | ------ |
| 1      | ニューヨーク・ヤンキース                   | 97     | 65     | .599   | –      |
| 2      | タンパベイ・レイズ                         | 91     | 71     | .562   | 6      |
| 3      | ボストン・レッドソックス                   | 90     | 72     | .556   | 7      |
| 4      | トロント・ブルージェイズ                   | 81     | 81     | .500   | 16     |
| 5      | ボルチモア・オリオールズ                   | 69     | 93     | .422   | 28     |
| 中地区 |                                            |        |        |        |        |
| 1      | デトロイト・タイガース                     | 95     | 67     | .586   | –      |
| 2      | クリーブランド・インディアンス             | 80     | 82     | .494   | 15     |
| 3      | シカゴ・ホワイトソックス                   | 79     | 83     | .488   | 16     |
| 4      | カンザスシティ・ロイヤルズ                 | 71     | 91     | .438   | 24     |
| 5      | ミネソタ・ツインズ                         | 63     | 99     | .389   | 32     |
|        |                                            |        |        |        |        |
| 西地区 |                                            |        |        |        |        |
| 1      | テキサス・レンジャース                     | 96     | 66     | .593   | –      |
| 2      | ロサンゼルス・エンゼルス・オブ・アナハイム | 86     | 76     | .531   | 10     |
| 3      | オークランド・アスレチックス               | 74     | 88     | .457   | 22     |
| 4      | シアトル・マリナーズ                       | 67     | 95     | .414   | 29     |
|        |                                            |        |        |        |        |

| 順     | チーム                         | 勝利   | 敗戦   | 勝率   | G差    |
| 東地区 | 東地区                         | 東地区 | 東地区 | 東地区 | 東地区 |
| ------ | ------------------------------ | ------ | ------ | ------ | ------ |
| 1      | フィラデルフィア・フィリーズ   | 102    | 60     | .630   | –      |
| 2      | アトランタ・ブレーブス         | 89     | 73     | .549   | 13     |
| 3      | ワシントン・ナショナルズ       | 80     | 81     | .497   | 21.5   |
| 4      | ニューヨーク・メッツ           | 77     | 85     | .475   | 25     |
| 5      | フロリダ・マーリンズ           | 72     | 90     | .444   | 30     |
| 中地区 |                                |        |        |        |        |
| 1      | ミルウォーキー・ブルワーズ     | 96     | 66     | .593   | –      |
| 2      | セントルイス・カージナルス     | 90     | 72     | .556   | 6      |
| 3      | シンシナティ・レッズ           | 79     | 83     | .488   | 17     |
| 4      | ピッツバーグ・パイレーツ       | 72     | 90     | .444   | 24     |
| 5      | シカゴ・カブス                 | 71     | 91     | .438   | 25     |
| 6      | ヒューストン・アストロズ       | 56     | 106    | .346   | 40     |
| 西地区 |                                |        |        |        |        |
| 1      | アリゾナ・ダイヤモンドバックス | 94     | 68     | .580   | –      |
| 2      | サンフランシスコ・ジャイアンツ | 86     | 76     | .531   | 8      |
| 3      | ロサンゼルス・ドジャース       | 82     | 79     | .509   | 11.5   |
| 4      | コロラド・ロッキーズ           | 73     | 89     | .451   | 21     |
| 5      | サンディエゴ・パドレス         | 71     | 91     | .438   | 23     |

- ワイルドカードはタンパベイ・レイズとセントルイス・カージナルスが獲得

### オールスターゲーム
- 右側がホームチーム
- アメリカンリーグ 1 - 5 ナショナルリーグ

MVP：プリンス・フィルダー

### ポストシーズン
- 太字が勝利チーム

|  | ディビジョンシリーズ           | ディビジョンシリーズ       |                            |   | リーグチャンピオンシップシリーズ | リーグチャンピオンシップシリーズ |  |  | ワールドシリーズ | ワールドシリーズ |
|  |                                |                            |                            |   |                                  |                                  |  |  |                  |                  |
|  |                                |                            |                            |   |                                  |                                  |  |  |                  |                  |
|  |                                |                            |                            |   |                                  |                                  |  |  |                  |                  |
|  | ニューヨーク・ヤンキース       | 2                          |                            |   |                                  |                                  |  |  |                  |                  |
|  | ニューヨーク・ヤンキース       | 2                          |                            |   |                                  |                                  |  |  |                  |                  |
|  | デトロイト・タイガース         | 3                          |                            |   |                                  |                                  |  |  |                  |                  |
|  | デトロイト・タイガース         | 3                          | デトロイト・タイガース     | 2 |                                  |                                  |  |  |                  |                  |
|  | アメリカンリーグ               |                            | デトロイト・タイガース     | 2 |                                  |                                  |  |  |                  |                  |
|  |                                | テキサス・レンジャーズ     | 4                          |   |                                  |                                  |  |  |                  |                  |
|  | テキサス・レンジャーズ         | テキサス・レンジャーズ     | 4                          | 3 |                                  |                                  |  |  |                  |                  |
|  | テキサス・レンジャーズ         |                            |                            | 3 |                                  |                                  |  |  |                  |                  |
|  | タンパベイ・レイズ             | 1                          |                            |   |                                  |                                  |  |  |                  |                  |
|  | タンパベイ・レイズ             | 1                          | テキサス・レンジャーズ     | 3 |                                  |                                  |  |  |                  |                  |
|  |                                |                            | テキサス・レンジャーズ     | 3 |                                  |                                  |  |  |                  |                  |
|  |                                | セントルイス・カージナルス | 4                          |   |                                  |                                  |  |  |                  |                  |
|  | フィラデルフィア・フィリーズ   | セントルイス・カージナルス | 4                          | 2 |                                  |                                  |  |  |                  |                  |
|  | フィラデルフィア・フィリーズ   |                            |                            | 2 |                                  |                                  |  |  |                  |                  |
|  | セントルイス・カージナルス     | 3                          |                            |   |                                  |                                  |  |  |                  |                  |
|  | セントルイス・カージナルス     | 3                          | セントルイス・カージナルス | 4 |                                  |                                  |  |  |                  |                  |
|  | ナショナルリーグ               |                            | セントルイス・カージナルス | 4 |                                  |                                  |  |  |                  |                  |
|  |                                | ミルウォーキー・ブルワーズ | 2                          |   |                                  |                                  |  |  |                  |                  |
|  | ミルウォーキー・ブルワーズ     | ミルウォーキー・ブルワーズ | 2                          | 3 |                                  |                                  |  |  |                  |                  |
|  | ミルウォーキー・ブルワーズ     |                            |                            | 3 |                                  |                                  |  |  |                  |                  |
|  | アリゾナ・ダイヤモンドバックス | 2                          |                            |   |                                  |                                  |  |  |                  |                  |
|  | アリゾナ・ダイヤモンドバックス | 2                          |                            |   |                                  |                                  |  |  |                  |                  |

#### ディビジョンシリーズ
| 日付 | ビジター     | スコア | ホーム       |
| ---- | ------------ | ------ | ------------ |
| 9/30 | レイズ       | 9 - 0  | レンジャーズ |
| 10/1 | レイズ       | 6 - 8  | レンジャーズ |
| 10/3 | レンジャーズ | 4 - 3  | レイズ       |
| 10/4 | レンジャーズ | 4 - 3  | レイズ       |

| 日付 | ビジター   | スコア | ホーム     |
| ---- | ---------- | ------ | ---------- |
| 9/30 | タイガース | 3 - 9  | ヤンキース |
| 10/2 | タイガース | 5 - 3  | ヤンキース |
| 10/3 | ヤンキース | 4 - 5  | タイガース |
| 10/4 | ヤンキース | 10 - 1 | タイガース |
| 10/6 | タイガース | 3 - 2  | ヤンキース |

| 日付 | ビジター     | スコア | ホーム       |
| ---- | ------------ | ------ | ------------ |
| 10/1 | カージナルス | 6 - 11 | フィリーズ   |
| 10/2 | カージナルス | 5 - 4  | フィリーズ   |
| 10/4 | フィリーズ   | 3 - 2  | カージナルス |
| 10/5 | フィリーズ   | 3 - 5  | カージナルス |
| 10/7 | カージナルス | 1 - 0  | フィリーズ   |

| 日付 | ビジター             | スコア | ホーム               |
| ---- | -------------------- | ------ | -------------------- |
| 10/1 | ダイヤモンドバックス | 1 - 4  | ブルワーズ           |
| 10/2 | ダイヤモンドバックス | 4 - 9  | ブルワーズ           |
| 10/4 | ブルワーズ           | 1 - 8  | ダイヤモンドバックス |
| 10/5 | ブルワーズ           | 6 - 10 | ダイヤモンドバックス |
| 10/7 | ダイヤモンドバックス | 2 - 3  | ブルワーズ           |

#### リーグチャンピオンシップシリーズ
| 日付  | ビジター     | スコア | ホーム       |
| ----- | ------------ | ------ | ------------ |
| 10/8  | タイガース   | 2 - 3  | レンジャーズ |
| 10/10 | タイガース   | 3 - 7  | レンジャーズ |
| 10/11 | レンジャーズ | 2 - 5  | タイガース   |
| 10/12 | レンジャーズ | 7 - 3  | タイガース   |
| 10/13 | レンジャーズ | 5 - 7  | タイガース   |
| 10/15 | タイガース   | 5 - 15 | レンジャーズ |

| 日付  | ビジター     | スコア | ホーム       |
| ----- | ------------ | ------ | ------------ |
| 10/9  | カージナルス | 6 - 9  | ブルワーズ   |
| 10/10 | カージナルス | 12 - 3 | ブルワーズ   |
| 10/12 | ブルワーズ   | 3 - 4  | カージナルス |
| 10/13 | ブルワーズ   | 4 - 2  | カージナルス |
| 10/14 | ブルワーズ   | 1 - 7  | カージナルス |
| 10/16 | カージナルス | 12 - 6 | ブルワーズ   |

#### ワールドシリーズ
- カージナルス 4 - 3 レンジャーズ

| 試合                                                               | 日付     | ビジター球団（先攻）       | スコア | ホーム球団（後攻）         | 開催球場                                       |
| ------------------------------------------------------------------ | -------- | -------------------------- | ------ | -------------------------- | ---------------------------------------------- |
| 第1戦                                                              | 10月19日 | テキサス・レンジャーズ     | 2－3   | セントルイス・カージナルス | ブッシュ・スタジアム                           |
| 第2戦                                                              | 10月20日 | テキサス・レンジャーズ     | 2－1   | セントルイス・カージナルス | ブッシュ・スタジアム                           |
| 第3戦                                                              | 10月22日 | セントルイス・カージナルス | 16－7  | テキサス・レンジャーズ     | レンジャーズ・ボールパーク・イン・アーリントン |
| 第4戦                                                              | 10月23日 | セントルイス・カージナルス | 0－4   | テキサス・レンジャーズ     | レンジャーズ・ボールパーク・イン・アーリントン |
| 第5戦                                                              | 10月24日 | セントルイス・カージナルス | 2－4   | テキサス・レンジャーズ     | レンジャーズ・ボールパーク・イン・アーリントン |
| 第6戦                                                              | 10月27日 | テキサス・レンジャーズ     | 9－10x | セントルイス・カージナルス | ブッシュ・スタジアム                           |
| 第7戦                                                              | 10月28日 | テキサス・レンジャーズ     | 2－6   | セントルイス・カージナルス | ブッシュ・スタジアム                           |
| 優勝：セントルイス・カージナルス（11回目） MVP：デビッド・フリース |          |                            |        |                            |                                                |

## 個人タイトル

### アメリカンリーグ
| 項目       | 選手                                            | 記録 |
| ---------- | ----------------------------------------------- | ---- |
| 首位打者   | ミゲル・カブレラ (DET)                          | .344 |
| 最多本塁打 | ホセ・バティスタ (TOR)                          | 43   |
| 最多打点   | カーティス・グランダーソン (NYY)                | 119  |
| 最多盗塁   | ココ・クリスプ (OAK) ブレット・ガードナー (NYY) | 49   |

| 項目           | 選手                             | 記録 |
| -------------- | -------------------------------- | ---- |
| 最多勝利       | ジャスティン・バーランダー (DET) | 24   |
| 最優秀防御率   | ジャスティン・バーランダー (DET) | 2.40 |
| 最多奪三振     | ジャスティン・バーランダー (DET) | 250  |
| 最多セーブ投手 | ホセ・バルベルデ (DET)           | 49   |

### ナショナルリーグ
| 項目       | 選手                         | 記録 |
| ---------- | ---------------------------- | ---- |
| 首位打者   | ホセ・レイエス (NYM)         | .337 |
| 最多本塁打 | マット・ケンプ (LAD)         | 39   |
| 最多打点   | マット・ケンプ（LAD）        | 126  |
| 最多盗塁   | マイケル・ボーン (ATL) (HOU) | 61   |

| 項目           | 選手                                                      | 記録 |
| -------------- | --------------------------------------------------------- | ---- |
| 最多勝利       | イアン・ケネディ (ARI) クレイトン・カーショウ (LAD)       | 21   |
| 最優秀防御率   | クレイトン・カーショウ (LAD)                              | 2.28 |
| 最多奪三振     | クレイトン・カーショウ (LAD)                              | 248  |
| 最多セーブ投手 | ジョン・アックスフォード (MIL) クレイグ・キンブレル (ATL) | 46   |

## 表彰

### 全米野球記者協会（BBWAA）表彰
| 表彰         | アメリカンリーグ                 | ナショナルリーグ             |
| ------------ | -------------------------------- | ---------------------------- |
| MVP          | ジャスティン・バーランダー (DET) | ライアン・ブラウン (MIL)     |
| サイヤング賞 | ジャスティン・バーランダー (DET) | クレイトン・カーショウ (LAD) |
| 最優秀新人賞 | ジェレミー・ヘリクソン (TB)      | クレイグ・キンブレル (ATL)   |
| 最優秀監督賞 | ジョー・マドン (TB)              | カーク・ギブソン (ARI)       |

### ゴールドグラブ賞
| ゴールドグラブ賞 | ゴールドグラブ賞         | ゴールドグラブ賞 | ゴールドグラブ賞         | ゴールドグラブ賞 |
|                  | アメリカンリーグ         | アメリカンリーグ | ナショナルリーグ         | ナショナルリーグ |
| ---------------- | ------------------------ | ---------------- | ------------------------ | ---------------- |
| 投手             | マーク・バーリー         | CWS              | クレイトン・カーショウ   | LAD              |
| 捕手             | マット・ウィンタース     | BAL              | ヤディアー・モリーナ     | STL              |
| 一塁手           | エイドリアン・ゴンザレス | BOS              | ジョーイ・ボット         | CIN              |
| 二塁手           | ダスティン・ペドロイア   | BOS              | ブランドン・フィリップス | CIN              |
| 三塁手           | プラシド・ポランコ       | PHI              | エイドリアン・ベルトレ   | TEX              |
| 遊撃手           | エリック・アイバー       | LAA              | トロイ・トゥロウィツキー | COL              |
| 外野手           | アレックス・ゴードン     | KC               | ジェラルド・パーラ       | ARI              |
| 外野手           | ジャコビー・エルズベリー | BOS              | マット・ケンプ           | LAD              |
| 外野手           | ニック・マーケイキス     | BAL              | アンドレ・イーシアー     | LAD              |

### シルバースラッガー賞
| シルバースラッガー賞 | シルバースラッガー賞       | シルバースラッガー賞 | シルバースラッガー賞     | シルバースラッガー賞 |
| 守備位置             | アメリカンリーグ           | アメリカンリーグ     | ナショナルリーグ         | ナショナルリーグ     |
| -------------------- | -------------------------- | -------------------- | ------------------------ | -------------------- |
| 投手                 | -                          | -                    | ダニエル・ハドソン       | ARI                  |
| 捕手                 | アレックス・アビラ         | DET                  | ブライアン・マッキャン   | ATL                  |
| 一塁手               | プリンス・フィルダー       | MIL                  | エイドリアン・ゴンザレス | BOS                  |
| 二塁手               | ロビンソン・カノ           | NYY                  | ブランドン・フィリップス | CIN                  |
| 三塁手               | エイドリアン・ベルトレイ   | TEX                  | アラミス・ラミレス       | CHC                  |
| 遊撃手               | アズドルバル・カブレラ     | NYY                  | トロイ・トゥロウィツキー | COL                  |
| 外野手               | カーティス・グランダーソン | NYY                  | ライアン・ブラウン       | MIL                  |
| 外野手               | ジャコビー・エルズベリー   | BOS                  | マット・ケンプ           | LAD                  |
| 外野手               | ホセ・バティスタ           | TOR                  | ジャスティン・アップトン | ARI                  |
| 指名打者             | デビッド・オルティーズ     | BOS                  |                          |                      |

### その他表彰
| 表彰                   | アメリカンリーグ             | ナショナルリーグ     |
| ---------------------- | ---------------------------- | -------------------- |
| ハンク・アーロン賞     | ホセ・バティスタ (TOR)       | マット・ケンプ (LAD) |
| ロベルト・クレメンテ賞 | デビッド・オルティーズ (BOS) |                      |

### アメリカ野球殿堂入り表彰者
BBWAA投票
- ロベルト・アロマー
- バート・ブライレブン

ベテランズ委員会選出
- パット・ギリック

## 引退
- 1月11日 - トレバー・ホフマン[224]
- 1月19日 - ギル・メッシュ[225]
- 1月26日 - ロッコ・バルデッリ[226]
- 2月3日 - アンディ・ペティット[227]
- 2月16日 - ゲイリー・シェフィールド[228]。
- 2月18日 - ジム・エドモンズ[229]
- 3月1日 - ギャレット・アンダーソン[230]
- 4月8日 - マニー・ラミレス[231]
- 12月3日 - ペドロ・マルティネス[232]

## 参照元
1. ↑  昨年5票と8票足りず落選　2724安打の名手＆287勝右腕が殿堂入りスポーツニッポン2011年1月6日配信
2. ↑  ブルワーズ　斎藤との契約を正式発表スポーツニッポン2011年1月7日配信
3. ↑  シリーズMVPがレッズと1年契約スポーツニッポン2011年1月8日配信
4. ↑  カブス、トレードで“ノーヒッター男”獲得スポーツニッポン2011年1月9日配信
5. ↑  レッドソックス　岡島との1年契約正式発表スポーツニッポン2011年1月12日配信
6. ↑  ヤンキース　ソリアーノ入団を正式発表スポーツニッポン2011年1月19日配信
7. ↑  松坂に驚異…レイズ　ラミレス＆デーモン獲得スポーツニッポン2011年1月23日配信
8. ↑  松井代役は71億男！エ軍がウェルズ獲得スポーツニッポン2011年1月23日配信
9. ↑  タイガース、背番号「11」を永久欠番にスポーツニッポン2011年1月24日配信
10. ↑  クルーン　ジャイアンツとマイナー契約スポーツニッポン2011年1月25日配信
11. ↑  レンジャーズ　昨年松井の同僚・ナポリ獲得スポーツニッポン2011年1月27日配信
12. ↑  ヤンキース、コローン投手と契約　05年にサイ・ヤング賞 共同通信、2011年1月27日
13. ↑  ヤンキース　ガルシアとマイナー契約で合意スポーツニッポン2011年2月2日配信
14. ↑  ヤンキース　ゴールドグラブ6季連続の内野手と契約スポーツニッポン2011年2月8日配信
15. ↑  元巨人エドガーがジャイアンツと契約スポーツニッポン2011年2月12日配信
16. ↑  レッドソックス　正田との契約を発表 スポーツニッポン2011年2月14日配信
17. ↑  上原に強い味方　レンジャーズ主砲が移籍スポーツニッポン2011年2月19日配信
18. ↑  世界一4度の名将　トーリ氏の副会長就任を発表スポーツニッポン2011年2月27日配信
19. ↑  Rソックスオーナー　機構批判で罰金4100万円スポーツニッポン2011年3月4日配信
20. ↑  ノーラン・ライアン社長がCEO兼務 スポーツニッポン、2011年3月12日
21. ↑  レッドソックス　マイナー契約の正田を解雇スポーツニッポン2011年3月29日配信
22. ↑  メジャー史上初！開幕2戦連続先頭打者弾スポーツニッポン2011年4月3日配信
23. ↑  オルティスはDH最多打点で“マルティネス超え”スポーツニッポン2011年4月4日配信
24. ↑  イチロー　マルティネス超え！球団新2248安打スポーツニッポン2011年4月4日配信
25. ↑  “ボンズ、審理妨害のみ有罪　薬物使用は結論得られず”.   共同通信 (2011年4月14日). 2011年6月26日閲覧。
26. ↑  オーナー離婚で揺れるドジャース　MLBの監視下にスポーツニッポン2011年4月21日配信
27. ↑  そりゃ処分されるよ…試合中、監督がツイッターで審判批判スポーツニッポン2011年4月30日配信
28. ↑  万引ではなかった　レッズ右腕の罪を減刑スポーツニッポン2011年4月30日配信
29. ↑  ブレーブスの159勝右腕が飲酒運転で逮捕スポーツニッポン2011年4月29日配信
30. ↑  観客に不適切発言　ブ軍コーチ謹慎2週間スポーツニッポン2011年5月2日配信
31. ↑  苦しみましたが…ツインズ左腕　今季初のノーヒットノーランスポーツニッポン2011年5月4日配信
32. ↑  兵役免除の韓国人メジャーリーガー　飲酒運転で逮捕スポーツニッポン2011年5月4日配信
33. ↑  直撃受けても冷静　バーランダー2度目の無安打無得点　今回は「準完全」スポーツニッポン2011年5月8日配信
34. ↑  岡島　日米通算700試合登板!今季初勝利もゲット! スポーツニッポン2011年5月11日配信
35. ↑  ウェークフィールド、レ軍最年長登板…44歳282日スポーツニッポン2011年5月13日配信
36. ↑  アストロズ　投資家グループに売却で合意スポーツニッポン2011年5月17日配信
37. ↑  上原が日米通算1500奪三振を達成スポーツニッポン2011年5月20日配信
38. ↑  岡島に戦力外通告「初めてだからどうなるのか分からない」スポーツニッポン2011年5月20日配信
39. ↑  40歳ジアンビ“史上2番目”の1試合3発！スポーツニッポン2011年5月21日配信
40. ↑  リベラ1000試合登板！レイエスは先発28戦勝ちなしスポーツニッポン2011年5月27日配信
41. ↑  大リーグドラフト　UCLAの大型右腕を全体1位指名スポーツニッポン2011年6月8日配信
42. ↑  松井所属のアスレチックス　ゲレン監督電撃解任！スポーツニッポン2011年6月9日配信
43. ↑  ヤ軍テシェイラ　11度目の左右両打席本塁打スポーツニッポン2011年6月日配信
44. ↑  イチロー　ダブル快挙！メジャー400、日米600盗塁達成スポーツニッポン2011年6月16日配信
45. ↑  代行→昇格、そして…マーリンズ監督辞任スポーツニッポン2011年6月19日配信
46. ↑  大リーグ機構　ドジャースのテレビ放映権契約認めずスポーツニッポン2011年6月22日配信
47. ↑  史上初の珍事…イチローが本拠地でビジターとしてプレースポーツニッポン2011年6月26日配信
48. ↑  アンダーソン監督「11」が永久欠番に スポーツニッポン2011年6月27日配信
49. ↑  ナショナルズ　ジョンソン氏監督就任を発表 スポーツニッポン2011年6月27日配信
50. ↑  米球団ドジャースのオーナー、破産申請 ウォール・ストリート・ジャーナル日本版、2011年6月28日
51. ↑  なんでまたこんな日に　ドジャース　破産法申請日に球団史上初の快記録スポーツニッポン2011年6月28日配信
52. ↑  イチロー　球宴落選も“感謝”の２安打スポーツニッポン2011年7月5日配信
53. ↑  745万票の米球宴史上最多得票…バティスタ御礼弾スポーツニッポン2011年7月5日配信
54. ↑  ブルワーズ・ブラウン　ナ・リーグ史上最多で4年連続スポーツニッポン2011年7月5日配信
55. ↑  本塁打で決めた！5の5!!ジーター通算3000安打スポーツニッポン2011年7月11日配信
56. ↑  MVPは元阪神助っ人の息子　大リーグ球宴　ナ・リーグ勝利スポーツニッポン2011年7月13日配信
57. ↑  フィルダーも大歓迎！ブルワーズ「Kロッド」獲得スポーツニッポン2011年7月14日配信
58. ↑  連続世界一に貢献　Bジェイズ初の永久欠番は「12」スポーツニッポン2011年7月20日配信
59. ↑  フランコナ監督が通算千勝「感謝している」スポーツニッポン2011年7月24日配信
60. ↑  イチロー中前打もマリナーズは球団ワーストタイ14連敗スポーツニッポン2011年7月25日配信
61. ↑  ワースト更新15連敗　イチロー「言葉を振り絞る元気もない」スポーツニッポン2011年7月25日配信
62. ↑  レイズ　ユニーク新記録！705試合も先発投手は…スポーツニッポン2011年7月日配信
63. ↑  初回の暴投が…18年ぶり　失点してのノーヒッタースポーツニッポン2011年7月28日配信
64. ↑  福留　インディアンス移籍正式決定！ スポーツニッポン2011年7月28日配信
65. ↑  上原がレンジャーズ移籍　同級生・建山と再びチームメートにスポーツニッポン2011年7月31日配信
66. 1 2 3 4  期限前日にヒメネスら　大リーグの移籍活発化スポーツニッポン2011年7月日配信
67. ↑  期限を前にトレード相次ぐ　大物選手が他球団へスポーツニッポン2011年8月1日配信
68. 1 2 3  盗塁王ボーンら移籍　MLBトレード期間終了スポーツニッポン2011年8月1日配信
69. ↑  レンジャーズ戦力外左腕ローズ　カージナルス入りへスポーツニッポン2011年8月12日配信
70. ↑  40歳トーミ、史上8人目の600号本塁打達成！！スポーツニッポン2011年8月17日配信
71. ↑  ノムさん超え、イチロー日米通算1万1973打席スポーツニッポン2011年8月18日配信
72. ↑  古巣カブスはヘンドリーGMを解雇スポーツニッポン2011年8月20日配信
73. ↑  ヤンキース　1試合3満塁弾のメジャー記録樹立スポーツニッポン2011年8月日配信
74. ↑  インディアンス、600本塁打の40歳トーミ獲得スポーツニッポン2011年8月27日配信
75. ↑  ジーター、M・マントル超え　球団最多2402試合出場スポーツニッポン2011年8月30日配信
76. ↑  ブレーブスのキンブレルが新人記録の41セーブ目スポーツニッポン2011年9月1日配信
77. ↑  何と700試合連続！Rソックス　8年間ずっ～と完売スポーツニッポン2011年9月3日配信
78. ↑  ブルワーズの控え捕手　コッタラスがサイクル安打スポーツニッポン2011年9月4日配信
79. ↑  ナショナルズの左腕ミローン　初打席で初球本塁打スポーツニッポン2011年9月4日配信
80. ↑  福本氏上回った！イチロー　日米通算44度目の先頭打者本塁打スポーツニッポン2011年9月9日配信
81. ↑  ラミレス逮捕…自宅で夫人に暴行、本人は否認スポーツニッポン2011年9月14日配信
82. ↑  リベラ　史上2人目の通算600セーブ達成 スポーツニッポン2011年9月15日配信
83. ↑  レ軍・ウェークフィールド　涙の通算200勝達成スポーツニッポン2011年9月14日配信
84. ↑  来季の大リーグ公式戦は日本時間4月5日開幕スポーツニッポン2011年9月14日配信
85. ↑  96年ぶりに更新　フィリーズ　プレーオフ進出一番乗り決定スポーツニッポン2011年9月15日配信
86. ↑  タイガース両リーグ1番乗り地区V　24年ぶりスポーツニッポン2011年9月18日配信
87. ↑  リベラ通算601S　ホフマンのメジャー記録に並ぶ スポーツニッポン2011年9月19日配信
88. ↑  フィリーズ　ナ・リーグ東地区5連覇スポーツニッポン2011年9月日配信
89. ↑  通算602セーブ！リベラ　メジャー最多記録達成スポーツニッポン2011年9月20日配信
90. ↑  ラミレス氏　母国ウインターリーグで現役復帰へスポーツニッポン2011年9月22日配信
91. ↑  ア軍　メルビン代行が来季監督「3年契約でも保証されているわけではない」スポーツニッポン2011年9月21日配信
92. ↑  ヤンキース2年ぶり地区V　40歳・ポサダ意地のV打スポーツニッポン2011年9月23日配信
93. ↑  上原　完璧リリーフで地区Ｖに貢献！「1年間やり通したい」スポーツニッポン2011年9月24日配信
94. ↑  Dバックス　2年連続最下位から4年ぶり地区Vスポーツニッポン2011年9月25日配信
95. ↑  日本人最年長V!41歳・斎藤　精神的支柱として貢献スポーツニッポン2011年9月25日配信
96. ↑  マーリンズ守護神レオ・ヌネス偽名発覚　年齢詐称もスポーツニッポン2011年9月25日配信
97. ↑  MLB20万試合…ハメル「僕は歴史の一部になった」スポーツニッポン2011年9月日配信
98. ↑  ワイトソックス　ギーエン監督との契約解除スポーツニッポン2011年9月27日配信
99. ↑  Dバックス奇跡のサヨナラ勝ち　延長10回5点差逆転スポーツニッポン2011年9月29日配信
100. ↑  田沢　プレーオフ進出逃すも「メジャーでの経験に感謝」スポーツニッポン2011年9月29日配信
101. ↑  バーランダーとカーショーは投手部門で3冠スポーツニッポン2011年9月29日配信
102. ↑  イチマツ対決見られる？MLB開幕戦の日本開催を正式発表スポーツニッポン2011年9月29日配信
103. ↑  マーリンズにギーエン氏が新監督就任スポーツニッポン2011年9月29日配信
104. ↑  フランコナ監督退任…レッドソックスが発表「来季は契約しない」スポーツニッポン2011年10月1日配信
105. ↑  ヤンキースVSタイガースは水入り…サスペンデッドにスポーツニッポン2011年10月2日配信
106. ↑  降雨サスペンデッドの続き　ヤンキースが先勝スポーツニッポン2011年10月日配信
107. ↑  ベルトレ3連発！レンジャーズがリーグ優勝決定シリーズ進出スポーツニッポン2011年10月5日配信
108. ↑  打倒ヤンキースに弾み…バルベルデ、最優秀救援投手選出スポーツニッポン2011年10月7日配信
109. ↑  タイガース5年ぶりリーグ優勝決定Sへ　指揮官感激「忘れられない」スポーツニッポン2011年10月7日配信
110. ↑  ベンチュラ氏がWソックス新監督にニッカンスポーツ2011年10月7日配信
111. ↑  斎藤歓喜のサヨナラ勝ち!ブルワーズ　リーグ優勝決定戦進出スポーツニッポン2011年10月8日配信
112. ↑  斎藤の相手はカージナルス！フィリーズ下し5年ぶり進出スポーツニッポン2011年10月8日配信
113. ↑  プレーオフ史上初のサヨナラ満塁弾男　日本移籍の可能性もあったスポーツニッポン2011年10月11日配信
114. ↑  バークマン、エルズベリーにカムバック賞スポーツニッポン2011年10月14日配信
115. ↑  レンジャーズV2!　打線爆発でタイガース破るスポーツニッポン2011年10月16日配信
116. ↑  クルーズＭＶＰ獲得　PS新記録6本塁打13打点スポーツニッポン2011年10月16日配信
117. ↑  斎藤の力投報われず…カージナルス　5年ぶりWシリーズ進出スポーツニッポン2011年10月17日配信
118. ↑  クレメンテ賞にオルティススポーツニッポン2011年10月21日配信
119. ↑  史上3人目　プホルス3打席連続本塁打！カージナルス大勝　2勝1敗にスポーツニッポン2011年10月23日配信
120. ↑  プホルス歴史的3連発！ルース、R・ジャクソンに並ぶスポーツニッポン2011年10月23日配信
121. ↑  ハンク・アーロン賞　アはバティスタ＆ナはケンプスポーツニッポン2011年10月26日配信
122. ↑  前夜の勢いそのまま！カージナルス5年ぶり世界一スポーツニッポン2011年10月29日配信
123. ↑  ポストシーズン21打点　フリースが新記録スポーツニッポン2011年10月29日配信
124. ↑  世界一カージナルスのラルーサ監督が引退表明スポーツニッポン2011年10月31日配信
125. ↑  米大リーグ　ゴールドグラブ受賞選手スポーツニッポン2011年11月2日配信
126. ↑  MLB機構とドジャース　球団売却の声明を連名で発表スポーツニッポン2011年11月2日配信
127. ↑  MLBシルバースラッガー賞　オルティスらを選出　日本選手選ばれずスポーツニッポン2011年11月3日配信
128. ↑  地区5位…カブスがクワーディ監督を解任スポーツニッポン2011年11月3日配信
129. ↑  メジャー604本塁打のトーミ　フィリーズで現役続行スポーツニッポン2011年11月5日配信
130. ↑  大リーグ選抜5戦全勝　台湾代表に勝つスポーツニッポン2011年11月6日配信
131. ↑  ジャイアンツ　交換トレードでカブレラ獲得スポーツニッポン2011年11月8日配信
132. ↑  元ヤクルトのハウエル氏がマリナーズ入りスポーツニッポン2011年11月9日配信
133. ↑  誘拐のラモス救出　ベネズエラ治安部隊が空から作戦実行スポーツニッポン2011年11月13日配信
134. ↑  西岡に強力ライバル出現！ツインズがキャロル獲得スポーツニッポン2011年11月13日配信
135. ↑  ナショナルズ・ラモスを無事救出…母国ベネズエラで拉致スポーツニッポン2011年11月12日配信
136. ↑  フィリーズ　38億円超でレッドソックス大物守護神獲得スポーツニッポン2011年11月15日配信
137. ↑  バーランダー　満票でサイ・ヤング賞　「満票の意味は大きい」スポーツニッポン2011年11月16日配信
138. ↑  西岡にライバル出現　ツインズ　ドジャースからベテラン遊撃手獲得スポーツニッポン2011年11月17日配信
139. ↑  ギブソン監督が初受賞　大リーグ最優秀監督賞スポーツニッポン2011年11月17日配信
140. ↑  サイ・ヤング賞　23歳左腕カーショーが初受賞スポーツニッポン2011年11月18日配信
141. ↑  カブス新監督決定　ブルワーズコーチのスウェイム氏スポーツニッポン2011年11月18日配信
142. ↑  アストロズ　ア・リーグ編入　シーズン通し交流戦実施へスポーツニッポン2011年11月19日配信
143. ↑  フィリーズ　球宴出場野手をトレードで獲得スポーツニッポン2011年11月21日配信
144. ↑  イチローの同僚…マリナーズのハルマン刺殺　弟を逮捕スポーツニッポン2011年11月21日配信
145. ↑  レンジャーズに３７歳リリーフ右腕　２年契約で合意スポーツニッポン2011年11月22日配信
146. ↑  アＭＶＰはバーランダー！クレメンス以来のＷ受賞スポーツニッポン2011年11月23日配信
147. ↑  ナ・リーグMVPはブラウン　史上13人目の快挙スポーツニッポン2011年11月23日配信
148. ↑  アスレチックス新コーチにデービス氏　メジャー通算350発スポーツニッポン2011年11月27日配信
149. ↑  バレンタイン氏　レ軍監督に就任　地元紙「信頼できず　敏腕　用意周到…」スポーツニッポン2011年12月1日配信
150. ↑  ボビー会見に報道陣200人　日本語で「とてもうれしいですね」スポーツニッポン2011年12月2日配信
151. ↑  ド軍　先発左腕のカプアーノ獲得…黒田の残留ほぼなくなるスポーツニッポン2011年12月2日配信
152. ↑  マーリンズ、今季首位打者のレイエスと合意　6年総額83億円スポーツニッポン2011年12月5日配信
153. ↑  ラミレスが現役復帰申請　薬物違反で4月に引退表明スポーツニッポン2011年12月4日配信
154. ↑  元カブスの名三塁手、故ロン・サント氏が米殿堂入りスポーツニッポン2011年12月7日配信
155. ↑  メッツ　フランシスコ＆ラウチ獲得！救援陣強化に成功スポーツニッポン2013年12月8日配信
156. ↑  ヤンキース　中島の独占交渉権獲得　入札額は１億5000万円超かスポーツニッポン2011年12月8日配信
157. ↑  オルティスが最多6度目のDH賞スポーツニッポン2011年12月8日配信
158. ↑  マーリンズ大補強　バーリーと4年45億円スポーツニッポン2011年12月9日配信
159. ↑  横浜・真田に入札なし　公開トライアウトで米移籍挑むスポーツニッポン2011年12月9日配信
160. ↑  エンゼルスがプホルス獲得　MVP3度の強打者スポーツニッポン2011年12月8日配信
161. ↑  斎藤　Dバックスと合意！GM「来季頂点狙う布陣」スポーツニッポン2011年12月14日配信
162. ↑  和田背番号18に決定　オリオールズ入り正式発表スポーツニッポン2011年12月16日配信
163. ↑  五十嵐はパイレーツ入り　マイナー契約でスポーツニッポン2011年12月15日配信
164. ↑  カダイアー　ロッキーズと3年契約で合意スポーツニッポン2011年12月17日配信
165. ↑  レッズが先発右腕レートス獲得　4選手と交換トレードスポーツニッポン2011年12月18日配信
166. ↑  青木選手のポスティング入札球団についてヤクルト球団公式サイト2011年12月18日配信
167. ↑  ダルビッシュ交渉権はレンジャーズ　ハムが入札額受諾スポーツニッポン2011年12月20日配信
168. ↑  メジャー302本塁打のベルトラン　カージナルスと2年契約合意スポーツニッポン2011年12月23日配信
169. ↑  ア軍16勝左腕…ゴンザレスナショナルズ移籍で合意スポーツニッポン2011年12月23日配信
170. ↑  ヤンキース＆レッドソックスに“ぜいたく税”スポーツニッポン2011年12月24日配信
171. ↑  岡島　ヤンキースとマイナー契約　招待選手でキャンプ参加スポーツニッポン2011年12月29日配信
172. ↑  “Red Sox's David Ortiz sets record for most career RBIs by DH” (英語).   USA TODAY (2011年4月3日). 2013年12月3日閲覧。
173. ↑  “Ian Kinsler sets leadoff HR record” (英語).   ESPN (2011年4月3日). 2013年12月3日閲覧。
174. ↑  今季初安打　松井　日米通算2500安打達成スポーツニッポン2011年4月4日配信
175. ↑  “Nelson Cruz's 4th homer of season helps Rangers stay perfect” (英語).   ESPN (2011年4月4日). 2013年12月3日閲覧。
176. ↑  “Johnny Damon, Sam Fuld help Rays rally past Twins in 10” (英語).   ESPN (2011年4月14日). 2013年12月3日閲覧。
177. ↑  松井　日米1500得点「素晴らしい打線に恵まれた」スポーツニッポン2011年5月2日配信
178. ↑  “Astros Lee gets 2,000th Hit” (英語).   KETK (2011年5月14日). 2013年12月3日閲覧。
179. ↑  “Wilson Valdez gets win as Phillies beat Reds in 19-inning marathon” (英語).   USA TOSAY (2011年5月26日). 2013年12月3日閲覧。
180. ↑  “Orlando Cabrera Gets 2,000, David Ortiz Sounds Off, and Francisco Liriano Flirts with No-No” (英語).   FOX News Latino (2011年6月13日). 2013年12月3日閲覧。
181. ↑  “Jeter's 3,000th hit” (英語).   MLB.com (2011年7月9日). 2013年12月3日閲覧。
182. ↑  松井　日米通算500本塁打　日本人9人目の快挙スポーツニッポン2011年7月21日配信
183. ↑  “Cameron in the record books after two home runs Wednesday” (英語).   Sun Sentinel (2011年7月28日). 2013年12月3日閲覧。
184. ↑  “Albert Pujols gets 2,000th career hit” (英語).   Sun Sentinel (2011年7月30日). 2013年12月3日閲覧。
185. ↑  “Mark Teixeira sets switch-hitting homer record” (英語).   ロイター (2011年8月3日). 2013年12月3日閲覧。
186. ↑  “Michael Young gets 2,000th career hit” (英語).   ESPN (2011年8月8日). 2013年12月3日閲覧。
187. ↑  “Paul Konerko reaches 2,000 hits” (英語).   ESPN (2011年8月24日). 2013年12月3日閲覧。
188. ↑  “Matt Kemp reaches 30/30” (英語).   ESPN (2011年8月27日). 2013年12月3日閲覧。
189. ↑  立浪抜いた松井「あまり気にしていない」スポーツニッポン2011年8月30日配信
190. ↑  “Adrian Beltre gets his 2,000th hit” (英語).   ESPN (2011年9月4日). 2013年12月3日閲覧。
191. ↑  “Juan Pierre joins 2,000-hit club” (英語).   ESPN (2011年9月9日). 2013年12月3日閲覧。
192. ↑  “Ryan Braun hits two home runs to reach 30-30 as Brewers eliminate Reds” (英語).   ESPN (2011年9月16日). 2013年12月3日閲覧。
193. ↑  “‘Lost’ Stubbs gets time off after joining 200-K club” (英語).   Sporting News (2011年9月21日). 2013年12月3日閲覧。
194. ↑  “Starlin Castro gets 200th hit in Cubs’ win” (英語).   CHICAGO SUN-TIMES (2011年9月23日). 2013年12月3日閲覧。
195. ↑  “Jacoby Ellsbury becomes Red Sox’s first 30/30 man” (英語).   NBC Sports (2011年9月25日). 2013年12月3日閲覧。
196. ↑  “Ian Kinsler joins 30-30 club again” (英語).   ESPN (2011年9月27日). 2013年12月3日閲覧。
197. ↑  “Evan Longoria's amazing season continues” (英語).   ESPN (2011年9月29日). 2013年12月3日閲覧。
198. ↑  “Eugenio Velez sets dubious mark” (英語).   ESPN (2011年9月29日). 2013年12月3日閲覧。
199. ↑  “Rangers win a classic with walk-off slam” (英語).   ESPN (2011年10月10日). 2013年12月3日閲覧。
200. ↑  “Francisco Liriano throws seventh no-hitter in Twins franchise history” (英語).   USA TODAY (2011年5月3日). 2013年12月3日閲覧。
201. ↑  “Justin Verlander walks one in near-perfect no-hitter” (英語).   ESPN (2011年5月7日). 2013年12月3日閲覧。
202. ↑  “Jo-Jo Reyes matches record with 28th winless start” (英語).   USA TODAY (2011年5月25日). 2013年12月3日閲覧。
203. ↑  “Mariano Rivera in 1,000th game” (英語).   ESPN (2011年5月27日). 2013年12月3日閲覧。
204. ↑  “Angels' Ervin Santana throws no-hitter against Indians” (英語).   ESPN (2011年7月27日). 2013年12月3日閲覧。
205. ↑  “Mariano Rivera earns 30th save despite surrendering homer” (英語).   NBC Sports (2011年8月11日). 2013年12月3日閲覧。
206. ↑  “Jason Isringhausen Secures 300th Save in Mets Victory over Padres” (英語).   Bleacher Report (2011年8月16日). 2013年12月3日閲覧。
207. ↑  “Kimbrel sets rookie record with 41st save” (英語).   MLB.com (2011年8月31日). 2013年12月3日閲覧。
208. ↑  “Rangers burned by grand slam in loss to A's” (英語).   MLB.com (2011年9月10日). 2013年12月3日閲覧。
209. ↑  “Mariano Rivera gets 600th save” (英語).   ESPN (2011年9月14日). 2013年12月3日閲覧。
210. ↑  “Rivera Gets His Record 602nd Save in Classic 1-2-3 Fashion” (英語).   New York Times (2011年9月19日). 2013年12月3日閲覧。
211. ↑  “Mike Scioscia gets 1,000th career win” (英語).   ESPN (2011年5月9日). 2013年12月18日閲覧。
212. ↑  “Tony La Russa manages 5,000th game” (英語).   ESPN (2011年6月11日). 2013年12月18日閲覧。
213. ↑  “The biggest baseball offseason storylines” (英語).   ESPN (2012年1月23日). 2013年12月18日閲覧。
214. ↑  “Braves reach historic 10,000-win mark” (英語).   ESPN (2011年7月16日). 2013年12月18日閲覧。
215. ↑  “Marlins beat Atlanta 3-1, Braves' 10,000th loss” (英語).   FOX NEWS (2011年7月31日). 2013年12月18日閲覧。
216. ↑  “Francona approaches 1,000-win milestone” (英語).   ESPN (2011年7月23日). 2013年12月18日閲覧。
217. ↑  “Rays' youthful staff breaks old record” (英語).   FOX SPORTS (2011年7月27日). 2013年12月18日閲覧。
218. ↑  “Zambrano, CC make homer history” (英語).   ESPN (2011年8月13日). 2013年12月18日閲覧。
219. ↑  “Three Grand Slams Erase a Poor Start in Record Fashion” (英語).   The New York Times (2011年8月25日). 2013年12月18日閲覧。
220. ↑  “Yadier Molina's double seals Pirates' 19th straight losing season” (英語).   ESPN (2011年9月14日). 2013年12月18日閲覧。
221. ↑  “Royals boast four players with 40 doubles” (英語).   MLB.com (2011年9月22日). 2013年12月18日閲覧。
222. ↑  “MLB's 200,000th game played in Houston” (英語).   MLB.com (2011年9月25日). 2013年12月18日閲覧。
223. ↑  “Astros sale to Crane, move to AL approved” (英語).   MLB.com (2011年11月17日). 2013年12月19日閲覧。
224. ↑  歴代1位の救援王引退決断「今が引き際だ」スポーツニッポン2011年1月12日配信
225. ↑  メッシュ引退　年俸9億8400万円を放棄スポーツニッポン2011年1月20日配信
226. ↑  バルデリ29歳で引退「完全燃焼した」スポーツニッポン2011年1月28日配信
227. ↑  ペティットが引退会見　「素晴らしい同僚」松井の思い出は満塁弾スポーツニッポン2011年2月5日配信
228. ↑  通算509発　松井秀ともプレー　シェフィールドが現役引退へスポーツニッポン2011年2月18日配信
229. ↑  Gグラブ賞8度受賞　エドモンズが引退スポーツニッポン2011年2月20日配信
230. ↑  数々のチーム記録　2529安打の外野手引退スポーツニッポン2011年3月2日配信
231. ↑  最後まで“らしく”…マニー・ラミレス突然の引退 スポーツニッポン2011年4月10日配信
232. ↑  P・マルティネス引退表明「父親でいることが楽しい」スポーツニッポン2013年12月5日配信